# 卡諾定理 (圓錐曲線)

三角形邊上的六點和一個通過所有點的橢圓

卡諾定理描述了圓錐曲線與三角形之間的關係，以拉扎爾·卡諾為名。
在一個三角形{\displaystyle ABC}中，令{\displaystyle AB}邊上兩點為{\displaystyle C_{A},C_{B}}，{\displaystyle BC}邊上兩點為{\displaystyle A_{B},A_{C}}，{\displaystyle AC}邊上兩點為{\displaystyle B_{A},B_{C}}。卡諾定理說明：若且唯若該六點位於共同的圓錐曲線上，下列關係式成立：
{\displaystyle {\frac {|AC_{A}|}{|BC_{A}|}}\cdot {\frac {|AC_{B}|}{|BC_{B}|}}\cdot {\frac {|BA_{B}|}{|CA_{B}|}}\cdot {\frac {|BA_{C}|}{|CA_{C}|}}\cdot {\frac {|CB_{C}|}{|AB_{C}|}}\cdot {\frac {|CB_{A}|}{|AB_{A}|}}=1}.

## 外部連結
- 卡諾定理 （页面存档备份，存于）
- cut-the-knot.org上的圓錐曲線的卡諾定理 （页面存档备份，存于）